# Un homme qu'on n'oublie pas
Un homme qu'on n'oublie pas (Ein Mensch, den man nicht vergisst) est une nouvelle de Stefan Zweig publiée à titre posthume en 1948, tr. fr. 1990 dans le recueil intitulé Wondrak.

## Résumé
Dans une petite ville, un homme plutôt aisé fait la connaissance d'un vagabond par l'entremise de son chien. Ce dernier soulage la bête d'une blessure sans rien attendre en retour. Au contraire, il refuse même toute gratification et disparaît.
Intrigué par ce comportement, le propriétaire du chien se renseigne d'abord auprès de sa cuisinière puis se met bientôt à le rechercher dans la ville. Il découvre la vie de cet être qui n'a pas voulu vivre sous le règne de l'argent et mène une existence paisible en s'attirant les bonnes grâces de toute la ville.

## Analyse
Ce récit est celui d'une histoire vécue ainsi que le mentionne le sous-titre de l'œuvre. Écrit à la première personne et en quelques pages seulement, Stefan Zweig nous montre qu'il savait aussi s'extasier en nous offrant ce texte optimiste et lucide sur l'emprise de l'argent. Une phrase résume assez bien l'ensemble du texte :
Au lieu de déposer de l'argent à la caisse d'épargne, il préférait se procurer auprès de son entourage un avoir en obligations morales. Il disposait d'une petite fortune répartie dans des crédits pour ainsi dire invisibles. Il n'était pas possible, même au cœur le plus endurci, de se soustraire à un sentiment de dette à l'égard de quelqu'un qui accordait ses services comme une marque d'amitié et de faveur sans jamais réclamer aucune rémunération.